# Johann Sebastiani (Komponist)
Johann Sebastiani (* 30. September 1622 bei Weimar; † 1683 in Königsberg) war ein deutscher Komponist von Kirchenmusik, Bühnenwerken sowie geistlichen und weltlichen Gesängen. Laut Georg Christoph Pisanski hielt sich Sebastiani zu Studienzwecken in Italien auf. Ab spätestens 1653 – möglicherweise schon früher – lebte er in Königsberg, wo er 1661 zum kurfürstlich-brandenburgischen Kapellmeister bestallt wurde.

## Werk
Sebastianis Schaffen umfasst unter anderem
- eine oratorische Passion nach dem Evangelium des Matthäus, Kapitel 26–27, in der Übersetzung von Martin Luther,
- die Parnaßblumen(…)[2] genannte zweibändige Sammlung von geistlichen und weltlichen mehrstimmigen Gesängen und einstimmigen Generalbass-Liedern nach Gedichten von Gertraud Moller,
- mindestens einen vollständigen Kantatenjahrgang (verschollen),
- das Bühnenwerk Pastorello musicale (Verliebtes Schäferspiel) als frühesten erhaltenen Beleg für die Beschäftigung eines Komponisten nördlich der Alpen mit der damals noch neuen Gattung der Oper.

Viele der Werke Johann Sebastianis, die in der Königsberger Bibliothek aufbewahrt worden waren, sind seit dem Zweiten Weltkrieg verschollen, unter anderem der Jahrgang von Kirchenkantaten, den Sebastiani in der Vorrede zu seiner Matthäuspassion erwähnt. Das Pastorello musicale ist 2001 in Vilnius von dem Leipziger Musikwissenschaftler Michael Maul wiederentdeckt und neu herausgegeben worden. Johann Mattheson erwähnt Sebastiani in Der vollkommene Capellmeister und zitiert ein Lied aus der Sammlung Parnaßblumen als Beispiel für die melismatische Schreibweise im Kammerstil.